# McDonnell Douglas T-45 Goshawk
Cet article court présente un sujet plus développé dans : BAe Hawk.

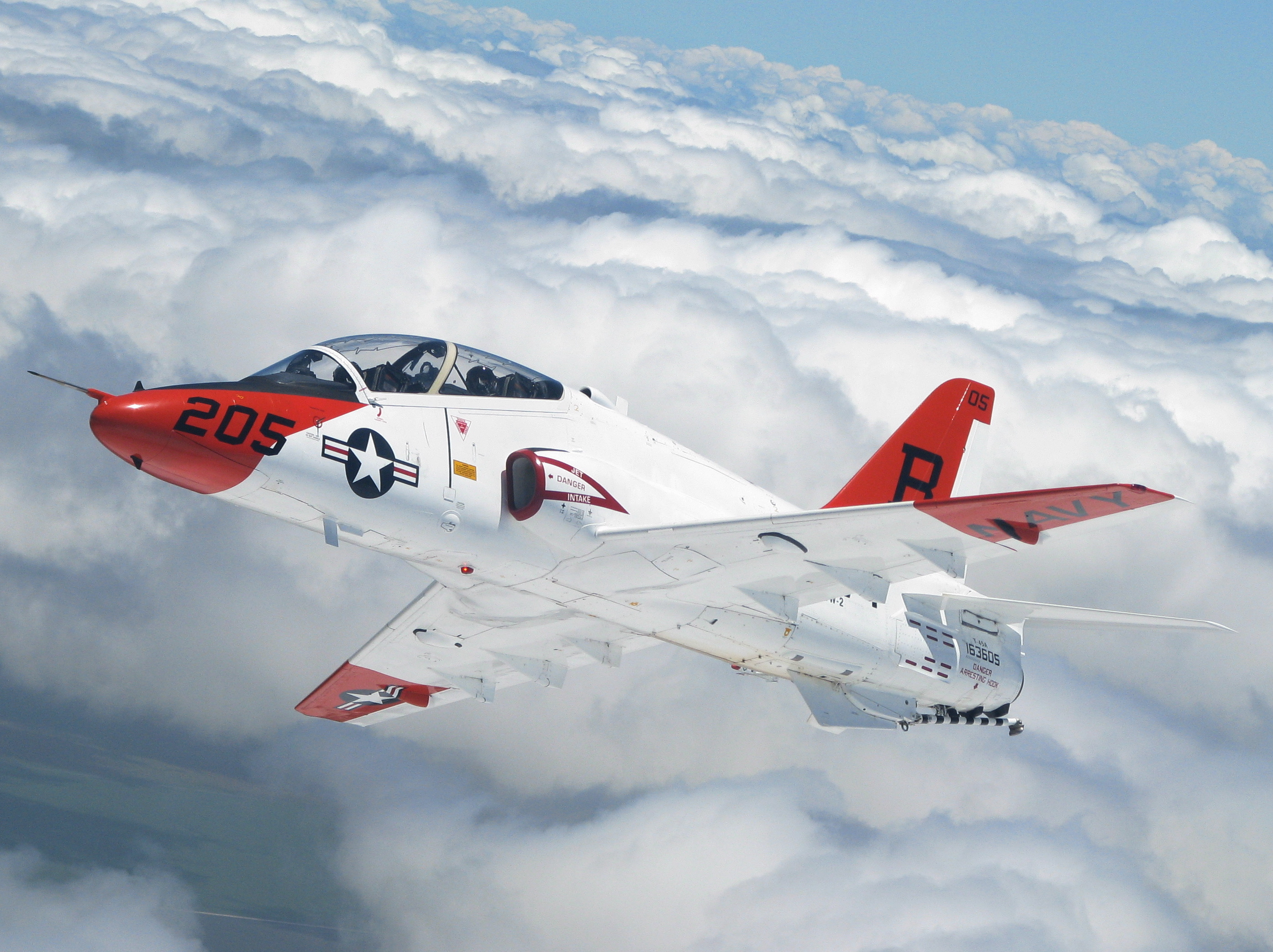
McDonnell Douglas T-45 Goshawk.

Le McDonnell Douglas T-45 Goshawk est une version profondément modifiée de l'avion à réaction britannique BAe Hawk. Fabriqué par McDonnell Douglas (désormais Boeing) et British Aerospace (désormais BAE Systems), le T-45 est utilisé par la marine américaine comme avion d'entraînement pour l'appontage sur porte-avions.

## Histoire
En 1981, la marine américaine sélectionna une version modifiée du BAe Hawk pour l'entraînement de ses pilotes. Construite aux États-Unis par McDonnell Douglas (aujourd'hui rachetée par Boeing), la version T-45 Goshawk comporte une structure renforcée, une surface alaire plus importante, un poste de pilotage adapté aux standards américains, un train d'atterrissage avant à 2 roues équipé d'une barre de catapultage, une crosse d'appontage, 2 aérofreins latéraux au lieu de l'aérofrein ventral.
Le premier vol du T-45 eut lieu en 1988, mais le développement du programme fut retardé par plusieurs problèmes. En particulier, un des prototypes fut perdu en 1992, entraînant l'interdiction temporaire de vol des autres avions. Un total de 234 exemplaires fut commandé par l'US Navy. À partir de 1997 et du 89e exemplaire, la production bascula sur le T-45C équipé d'un poste de pilotage modifié et d'un GPS. Les 89 premiers exemplaires furent mis à jour par la suite.
En 2017, les problèmes de sécurité rencontrés par les pilotes de T-45 et T-45C conduisent une centaine d'instructeurs à refuser de les utiliser. En particulier, des défauts dans le système d'oxygénation entraînent de nombreux symptômes d'hypoxie (en moyenne trois déclarations d'incident de ce type par semaine). Entre 1992 et 2017, une vingtaine d'appareils se sont crashés.
194 sont en ligne en 2021, retrait du service envisagé à cette date en 2042. Un avion à définir devant le remplacer à partir de 2028. 
A noter que la plupart des pilotes français de l’Aéronavale ont fait leur premier appontage et leur premier catapultage sur des T45C.

## Version
- T-45 : première version, les 89 exemplaires furent mis à jour en T-45C.
- T-45C : seconde version, elle possède un poste de pilotage modifié et elle est équipée d'un GPS ce qui n'était pas le cas des T-45. Tous les T-45 furent modifiés en cette version.